# 1966 w literaturze
Wydarzenia literackie w 1966 roku.

## Proza beletrystyczna i literatura faktu

### Język angielski
- James Baldwin – Na spotkanie człowieka (Going to Meet the Man)
- Truman Capote – Z zimną krwią (In Cold Blood)
- Agatha Christie – Trzecia lokatorka (Third Girl)
- Alistair MacLean – 48 godzin (When Eight Bells Toll)
- Bernard Malamud – Fachman (The Fixer)
- Thomas Pynchon – 49 idzie pod młotek (The Crying of Lot 49)
- Jean Rhys – Szerokie Morze Sargassowe (Wide Sargasso Sea)

### Język polski
- Janusz Domagalik – Koniec wakacji
- Witold Gombrowicz – Dziennik
- Marek Hłasko – Piękni dwudziestoletni
- Stanisław Lem – Wysoki Zamek (Wydawnictwo MON)[1]
- Józef Łobodowski – Terminatorzy rewolucji
- Aleksander Minkowski
  - Gruby (Wydawnictwo „Nasza Księgarnia”)[2]
  - Zabawa z diabłem (Wydawnictwo MON)[3]
- Igor Newerly – Żywe wiązanie
- Marek Nowakowski – Marynarska ballada (Czytelnik)
- Ewa Maria Ostrowska – Pierwszy dzień tygodnia (Wydawnictwo Łódzkie)[4]
- Tadeusz Różewicz – Wycieczka do muzeum
- Julian Stryjkowski – Austeria (Spółdzielnia Wydawnicza „Czytelnik”)[5]
- Jerzy Zawieyski – Konrad nie chce zejść ze sceny
- Wojciech Żukrowski – Kamienne tablice

### Inne języki
- Jorge Amado – Dona Flor i jej dwóch mężów (Dona Flor e seus dois maridos)
- Roland Barthes – Krytyka i prawda (Critique et vérité)
- Julio Cortázar – Dla wszystkich ten sam ogień (Todos Los Fuegos el Fuego)
- Shūsaku Endō – Milczenie (Chimmoku)
- Taško Georgievski – Crno seme
- Bohumil Hrabal – Bar Świat (Automat svět: výbor povídek)

## Wywiady
- polskie
- zagraniczne

## Dzienniki, autobiografie, pamiętniki
- polskie
- zagraniczne
- wydania polskie tytułów zagranicznych

## Nowe eseje, szkice i felietony
- polskie
- zagraniczne
- wydania polskie tytułów zagranicznych

## Nowe dramaty
- polskie
- zagraniczne
  - Jean Genet – Parawany (Paravents)
  - Tom Stoppard – Rosencrantz i Guildenstern nie żyją (Rosencrantz & Guildenstern Are Dead)
- wydania polskie tytułów zagranicznych

## Nowe poezje
- polskie
  - Ernest Bryll – Sztuka stosowana
  - Halina Poświatowska – Oda do rąk
- zagraniczne
  - Basil Bunting – Briggflatts
  - Seamus Heaney – Śmierć naturalisty (Death of a Naturalist)
  - Jacques Prévert – Fatras
  - Jorgos Seferis – Trzy poematy ezoteryczne (Τρία Κρυφά Ποιήματα)
  - Elizabeth Jennings – The Mind Has Mountains[6]
  - William Plomer – Taste and Remember[6]
  - Gavin Ewart – Pleasures of the Flesh[6]
  - Lawrence Durrell – The Ikons[6]

- wydania polskie tytułów zagranicznych
- antologie
- antologie zagraniczne
- wydania polskie antologii zagranicznych

## Nowe prace naukowe i biografie
- polskie
- zagraniczne
  - Theodor Adorno – Dialektyka negatywna (Negative Dialektik)
  - Józef Tadeusz Milik – Święty Świerad. Saint Andrew Zoeradus
  - Jan Mukařovský – Studia z estetyki (Studie z estetiky)

## Urodzili się
- 16 stycznia – Alek Popow, bułgarski pisarz (zm. 2024)
- 25 stycznia – Simon Kernick, brytyjski pisarz
- 26 stycznia – Anita Nair, indyjska pisarka
- 14 lutego – Alex Scarrow, brytyjski pisarz
- 24 lutego
  - David Diop, francuski prozaik i literaturoznawca
  - Alain Mabanckou, kongijski powieściopisarz, poeta i eseista
- 25 lutego – Piotr Witold Lech, polski pisarz fantastyki
- 27 lutego – Patrick Carman amerykański pisarz fantasy
- 28 lutego – Philip Reeve, brytyjski pisarz i ilustrator
- 1 marca – Delphine de Vigan, francuska pisarka
- 2 marca – Ann Leckie, amerykańska pisarka
- 13 marca – Alastair Reynolds, brytyjski pisarz fantastyki
- 14 marca – Ewa Klajman-Gomolińska, polska pisarka
- 16 marca – David Liss, amerykański pisarz
- 23 marca – Ryszard Koziołek, polski literaturoznawca
- 27 marca
  - Bettina Balàka, austriacka pisarka i tłumaczka
  - Jakob Wegelius, szwedzki autor i ilustrator książek dla dzieci
- 1 kwietnia
  - Konrad T. Lewandowski, polski pisarz science fiction i fantasy
  - Janette Rallison, amerykańska pisarka
- 6 kwietnia – Vince Flynn, amerykański pisarz thrillerów (zm. 2013)
- 7 kwietnia – Katarzyna Szeloch, polska historyk literatury i poetka
- 13 kwietnia – Marcin Kozłowski, polski poeta
- 15 kwietnia – Cressida Cowell, brytyjska pisarka
- 7 maja – Jolanta Cywińska, polska pisarka
- 19 maja – Jodi Picoult, amerykańska pisarka
- 24 maja – Piotr Łopuszański, polski pisarz i dziennikarz
- 28 maja
  - Miljenko Jergović, bośniacki prozaik, poeta i publicysta
  - Roddy Lumsden, szkocki poeta (zm. 2020)
  - Giulia Melucci, amerykańska pisarka
- 1 czerwca – Feliks W. Kres, polski pisarz fantasy (zm. 2022)
- 4 czerwca – Flutura Açka, albańska poetka, prozaiczka i dziennikarka
- 15 czerwca – Renata Putzlacher-Buchtová, polska poetka
- 16 czerwca – Julija Łatynina, rosyjska pisarka
- 21 czerwca – Mikołaj Grynberg, polski pisarz i fotograf
- 28 czerwca – Åsa Larsson, szwedzka autorka kryminałów
- 6 lipca – Cezary Łazarewicz, polski pisarz i publicysta
- 9 lipca – Amélie Nothomb, belgijska pisarka tworząca w języku francuskim
- 11 lipca – Kentarō Miura, japoński mangaka (zm. 2021)
- 14 lipca – Brian Selznick, amerykański ilustrator i pisarz
- 21 lipca
  - Oser, tybetańska pisarka
  - Sarah Waters, brytyjska pisarka
- 24 lipca – Robert Rudiak, polski poeta
- 27 lipca – Darek Foks, polski poeta, prozaik i filmowiec
- 8 sierpnia – Krzysztof Kotowski, polski pisarz
- 9 sierpnia – Linn Ullmann, norweska pisarka
- 18 sierpnia – Alena Brawa, białoruska poetka i powieściopisarka
- 21 sierpnia – Denise Mina, szkocka powieściopisarka
- 25 sierpnia – Alexandra Pavelková, słowacka autorka fantastyki
- 4 września – Marek Krajewski, polski pisarz
- 5 września – Mariusz Szczygieł, polski pisarz, dziennikarz, wydawca
- 15 września – Wojciech Wiercioch, polski pisarz
- 25 września
  - Niccolò Ammaniti, włoski pisarz
  - Aleksandar Čotrić, serbski poeta i polityk
- 28 września – Monika Rakusa, polska pisarka
- 8 października – Kerstin Gier, niemiecka pisarka
- 11 października – Bolesław Śliwicki, polski poeta
- 15 października – Liz Kessler, brytyjska autorka książek dla dzieci
- 19 października – Dimitris Lyacos, grecki dramaturg i poeta
- 31 października – Joseph Boyden, kanadyjski pisarz
- 6 listopada – Juan Tomás Ávila Laurel, pisarz i poeta z Gwinei Równikowej
- 12 listopada – Andrzej Majewski, polski aforysta
- 13 listopada – Piotr Socha, polski ilustrator i projektant książek
- 15 listopada – Liane Moriarty, australijska pisarka
- 22 listopada
  - Paweł Próchniak, polski literaturoznawca
  - Jason Starr, amerykański pisarz kryminałów
- 28 listopada — Ulrike Schweikert, niemiecka pisarka
- 29 listopada – Marcelo Birmajer, argentyński pisarz
- 7 grudnia – Lucía Etxebarria, hiszpańska pisarka, poetka i eseistka
- 10 grudnia – Isidora Bjelica, serbska pisarka (zm. 2020)
- 12 grudnia – Hiromi Goto, kanadyjska pisarka
- 14 grudnia – Sarah Zettel, amerykańska autorka science fiction i fantasy
- 21 grudnia – Ewa Nowak, polska pisarka
- 27 grudnia
  - Cezary Domarus, polski poeta i prozaik
  - Krzysztof Jaworski, polski literaturoznawca i pisarz
- 29 grudnia – Christian Kracht, szwajcarski pisarz

Data dzienna nieznana:
- Dominic Barker, brytyjski autor książek dla dzieci
- Piotr Gajda, polski poeta
- Bernhard Hennen, niemiecki pisarz
- Arian Leka, albański pisarz i wydawca
- Jarosław Rybski, polski tłumacz i pisarz (zm. 2020)

## Zmarli
- 10 stycznia – Hermann Kasack, niemiecki pisarz (ur. 1896)
- 18 stycznia – Kathleen Norris, amerykańska pisarka (ur. 1880)
- 27 stycznia – Víctor Català, katalońska pisarka (ur. 1869)
- 6 lutego – Vilis Lācis, łotewski pisarz i polityk (ur. 1904)
- 11 lutego – Adele Moroder, austriacka pisarka pisząca w języku ladyńskim (ur. 1887)
- 12 lutego – Elio Vittorini, włoski prozaik oraz tłumacz literatury amerykańskiej (ur. 1908)
- 18 lutego – Stanisław Mackiewicz, polski publicysta polityczny, pisarz (ur. 1896)
- 2 marca – Rog Phillips, amerykański pisarz s-f (ur. 1909)
- 5 marca – Anna Achmatowa, rosyjska poetka (ur. 1889)
- 10 marca
  - Frank O’Connor, irlandzki poeta, dramaturg i prozaik (ur. 1903)
  - Mari Sandoz, amerykańska powieściopisarka (ur. 1896)
- 29 marca – Arnold Wall, brytyjsko-nowozelandzki poeta i pisarz (ur. 1869)
- 1 kwietnia
  - Dimityr Dimow, bułgarski pisarz (ur. 1909)
  - Flann O’Brien, irlandzki pisarz (ur. 1911)
- 2 kwietnia – C.S. Forester, brytyjski pisarz (ur. 1899)
- 10 kwietnia – Evelyn Waugh, angielski pisarz (ur. 1903)
- 13 kwietnia – Georges Duhamel, francuski pisarz (ur. 1884)
- 24 kwietnia – Hans Christian Branner, duński powieściopisarz i dramaturg (ur. 1903)
- 30 kwietnia – Richard Fariña, amerykański pieśniarz folkowy i powieściopisarz (ur. 1937)
- 2 maja – Cristina Agosti-Garosci, włoska tłumaczka literatury polskiej (ur. 1881)
- 7 maja – Stanisław Jerzy Lec, polski poeta, satyryk i aforysta (ur. 1909)
- 12 maja – Anna Langfus, francuska pisarka (ur. 1920)
- 14 maja – Georgia Douglas Johnson, amerykańska poetka (ur. 1880)
- 26 maja – Áron Tamási, węgierski pisarz (ur. 1897)
- 18 czerwca – Einar Skjæraasen, norweski poeta (ur. 1900)
- 30 czerwca – Margery Allingham, brytyjska pisarka powieści kryminalnych (ur. 1904)
- 7 czerwca – Hans Arp, francuski rzeźbiarz, malarz i poeta (ur. 1887)
- 1 lipca – Natalena Korolewa, ukraińska pisarka (ur. 1888)
- 2 lipca – Jan Brzechwa, polski poeta (ur. 1898)
- 11 lipca – Delmore Schwartz, amerykański pisarz (ur. 1913)
- 13 lipca – David H. Keller, amerykański pisarz fantastyki (ur. 1880)
- 20 lipca – Józef Kisielewski, polski pisarz i dziennikarz (ur. 1905)
- 25 lipca – Frank O’Hara, amerykański poeta, (ur. 1926)
- 1 sierpnia – Kasimir Edschmid, niemiecki pisarz ekspresjonistyczny (ur. 1890)
- 6 sierpnia – Cordwainer Smith, amerykański pisarz science fiction (ur. 1913)
- 9 sierpnia – Giorgi Leonidze, gruziński poeta, prozaik i literaturoznawca (ur. 1899)
- 12 sierpnia – Artur Alliksaar, estoński poeta (ur. 1923)
- 15 sierpnia – Gerhart Pohl, niemiecki pisarz (ur. 1902)
- 24 sierpnia – Lao She, chiński pisarz i dramaturg narodowości mandżurskiej (ur. 1899)
- 3 września – Fu Lei, chiński krytyk literacki i tłumacz literatury francuskiej (ur. 1908)
- 25 września – Mina Loy, brytyjska poetka modernistyczna (ur. 1882)
- 28 września – André Breton, francuski pisarz (ur. 1896)
- 11 października – Maria Estreicherówna, polska tłumaczka poezji angielskiej (ur. 1876)
- 20 października – Dimityr Talew, bułgarski pisarz (ur. 1896)
- 31 października – Ruth von Ostau, niemiecka prozaiczka i poetka (ur. 1899)
- 22 listopada – Swetosław Minkow, bułgarski pisarz fantastyki (ur. 1902)
- 19 grudnia – Ehm Welk, niemiecki dziennikarz, literat i pisarz (ur. 1884)
- 20 grudnia – Ali Asllani, albański poeta i dyplomata (ur. 1882)
- 23 grudnia – Heimito von Doderer, austriacki pisarz (ur. 1896)

Data dzienna nieznana:
- Adolfo Drago Braco, gwatemalski dramaturg (ur. 1893)
- Nachman Majzel, żydowski wydawca, publicysta, krytyk literacki i historyk literatury jidysz (ur. 1887)

## Nagrody
- Nagroda Nobla – Samuel Agnon, Nelly Sachs
- Nagroda Kościelskich – Henryk Grynberg, Gustaw Herling-Grudziński, Włodzimierz Odojewski
- Nagroda Tanizaki – Shūsaku Endō za Milczenie
- Nagroda Goncourtów – Edmonde Charles-Roux za Oublier Palerme
- Nagroda Pulitzera (proza) – Katherine Anne Porter za Opowiadania zebrane (Collected Stories)
- Nagroda Pulitzera (poezja) Richard Eberhart za Wiersze wybrane (Selected Poems)